# Sphenomorphus acutus
Sphenomorphus acutus är en ödleart som beskrevs av  Peters 1864. Sphenomorphus acutus ingår i släktet Sphenomorphus och familjen skinkar. IUCN kategoriserar arten globalt som livskraftig. Inga underarter finns listade i Catalogue of Life.